# Lorenzo Mediano
Lorenzo Mediano (Saragosse, 1959) est médecin, instructeur de survie dans la nature et écrivain espagnol.

## Biographie
Médecin de profession, il écrit d'abord des livres techniques destinés aux médecins. Pendant de nombreuses années, il est instructeur de survie en milieu sauvage. Il a vécu dans la région des Pyrénées entre 19 et 35 ans.
Il a publié des romans : El Secreto de la Diosa (2003), Los olvidados de Filipinas (2005), Tras la huella del hombre rojo (2005) ou La escarcha sobre los hombros (1998), ce dernier a été traduit en français sous le titre Du givre sur les épaules, publié aux Éditions de la Ramonda.

## Œuvre
- Vivir en el campo (1988), RBA Libros, S.A.  (ISBN 84-85351-74-6)  (ISBN 84-7901-165-3)
- La escarcha sobre los hombros (1998), Onagro Ediciones.  (ISBN 84-88962-12-6) Du givre sur les épaules, traduit par Hélène Michoux, Paris, Éditions de la Romonda, 2008 ; réédition, Paris, Zulma, coll. « Z/a », 2023  (ISBN 979-10-387-0177-9)
- Cuentos de amor imposible (2002), Onagro Ediciones.  (ISBN 84-88962-24-X)
- El secreto de la diosa (2003), Grijalbo.  (ISBN 84-253-3769-0)
- Los olvidados de Filipinas (2005), Onagro Ediciones.  (ISBN 84-88962-29-0)
- Tras la huella del hombre rojo (2005), Grijalbo.  (ISBN 84-253-3969-3)
- Donde duermen las aguas (2006), Onagro Ediciones.  (ISBN 84-88962-50-9) Du sang pour une rivière, traduit par Charles Mérigot, Paris, Éditions de la Romonda, 2014  (ISBN 978-2-916306-12-4)

## Source
- (es) Cet article est partiellement ou en totalité issu de l’article de Wikipédia en espagnol intitulé « Lorenzo Mediano » (voir la liste des auteurs).